# Cleóbulo de Lindos
Cleóbulo de Lindos (em grego: Κλεόβουλος; romaniz.: Kleóboulos; século VI a.C.) foi um dos Sete Sábios da Grécia, escreveu muitos enigmas em verso. Sua filha Eumetis ou Cleobulina também alcançou alguma notoriedade como autora de charadas em hexâmetros. A ele se atribui a máxima "A moderação é o melhor". Ele governou como tirano de Lindos, na ilha grega de Rodes, c.600 a.C., sob uma gestão exemplar. Também é conhecido um aforismo de sua autoria: "Aceitar a injustiça não é uma virtude, mas muito pelo contrário".

## Vida
Cleóbulo, filho de Evágoras (ou Evágoro), era um cidadão de Lindos, em Rhodes. Clemente de Alexandria chama-o "rei dos líndios", e Plutarco fala dele como "o tirano".
A carta citada por Diógenes Laércio, na qual Cleóbulo convida Sólon a ir para Lindos como um lugar de refúgio do tirano Pisístrato em Atenas, é sem dúvida uma falsificação posterior.
Também Cleóbulo disse ter estudado "filosofia" no Egito. Ele tinha uma filha chamada Cleobulina, que costumava compor enigmas em hexâmetro, que se dizia ser de não menos significância do que ele próprio. É dito, também, que ele viveu com a idade de setenta anos, e ter sido muito distinguido pelo seu vigor. Existe uma tumba de Cleóbulo em Lindos.

## Obra
Cleóbulo aparentemente escreveu poemas líricos, bem como enigmas em verso. Diógenes Laércio também atribui a ele a inscrição no túmulo de Midas, que foi considerado por outros como tendo sido Homero o autor:
"Eu sou um descarado solteiro deitado aqui

    Em cima do túmulo de Midas. E, enquanto

     Como os fluxos de água, as árvores são verdes com folhas,

     Enquanto o sol brilha e eke a lua de prata,

     Enquanto correm os rios, e rugido vagas,

     Tanto tempo eu chorava muito em cima deste túmulo,

     Digam transeuntes, "Midas está enterrado aqui."
Muitas palavras foram atribuídas a ele:
- "A ignorância e a loquacidade tem o domínio principal entre os homens."
- "Acalento não é um pensamento."
- "Não seja volúvel, ou ingrato."
- "Seja amante da audiência em vez de falar."
- "Seja amante do aprendizado mais do que querer aprender."
- "Buscai a virtude e evitai o vício."
- "Seja superior ao prazer."
- "Instrua as crianças."
- "Esteja pronto para a reconciliação após as brigas."
- "Evite a injustiça."
- "Não faça nada pela força".
- "A moderação é a melhor coisa."